# یواس‌اس الکور (ای‌کی-۲۵۹)

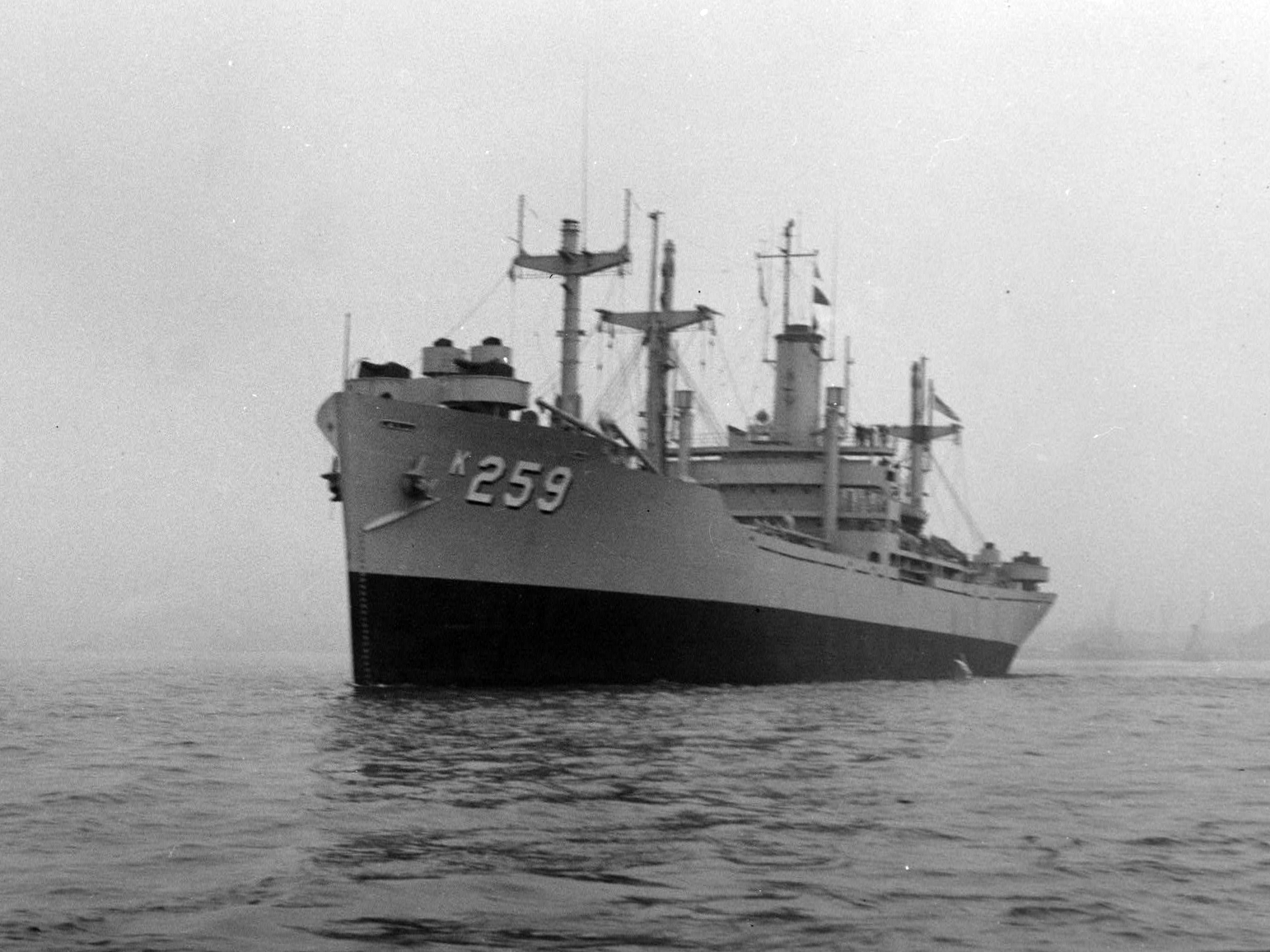
یواس‌اس الکور (ای‌کی-۲۵۹)

یواس‌اس الکور (ای‌کی-۲۵۹) (به انگلیسی: USS Alcor (AK-259)) یک کشتی بود که طول آن ۴۵۵ فوت ۳ اینچ (۱۳۸٫۷۶ متر) بود. این کشتی در سال ۱۹۴۴ ساخته شد.